# 라이헤나우-타민스역
라이헤나우-타민스역(독일어: Reichenau-Tamins)은 스위스 그라우뷘덴주 임보덴군의 라이헤나우 및 타민스 지차체를 운행하는 도마트/엠스의 기차역이다. 란트콰르트-투지스와 라이헤나우-타민스-디젠티스/무쉬테 노선 간의 연결을 위한 중요한 역이며, 두 노선이 분기되는 지점이다. 이 역에서 쿠어, 디젠티스, 스쿠올, 생모리츠, 투지스로 가는 기차가 있다. 쿠어에는 취리히로 가는 간선 연결 서비스도 있다.

## 운행편
다음 서비스는 라이헤나우-타민스에서 정차한다.
- 인터레기오 : 쿠어와 장크트모리츠 사이를 매시간 운행한다.
- 레기오익스프레스 : 디젠티스/무쉬테와 스쿠올-타라스프 사이를 매시간 운행한다.
- 레기오: 디젠티스/무쉬테 또는 장크트모리츠와 쿠어 또는 스쿠올-타라스프 간의 제한된 서비스.
- 쿠어 S-반 :
  - S1 : 레췬스와 쉬어스.
  - S2 : 투지스와 쿠어 간 매시간 운행